# Manuel Pablo
Manuel Pablo Garcia Diaz mer känd som Manuel Pablo, född 25 januari 1976, är en spansk före detta fotbollsspelare (högerback) som åren 1998–2016 spelade för Deportivo de La Coruña, där han var lagkapten.